# RJTV
RJTV, conhecido por RJ1 (primeira edição) e RJ2 (segunda edição), é um telejornal local das cidades do Brasil e do mundo exibido pela TV Globo Rio em duas edições nos horários destinados ao Praça TV, horário dedicado ao jornalismo local gerado por emissoras próprias e afiliadas veiculado de segunda a sábado, às 11h45min e às 19h10min. Sua pauta é composta por notícias, prestação de serviços, campanhas comunitárias e informativos cotidianos como trânsito e previsão do tempo na Região Metropolitana do Rio de Janeiro, sendo apresentado por Mariana Gross no RJ1, e por Ana Luíza Guimarães no RJ2.

## História
O RJTV nasceu em 3 de janeiro de 1983 para mostrar as principais notícias do estado do Rio de Janeiro. O jornal estreou sob o comando de Berto Filho, tinha duração de apenas dez minutos e ia ao ar antes do Jornal Nacional dividido em três blocos.

## Edições

### 1ª Edição
Devido ao sucesso da edição noturna do RJTV, seis meses depois, em julho de 1983, o telejornal ganhou uma edição vespertina, se chamando de RJTV 1ª Edição, que saiu do ar em 1989, mas voltou em 6 de abril de 1992 sob o comando de Marcos Hummel. Em 1995, Renata Capucci assume no lugar de Marcos Hummel. Em 18 de outubro de 1999, a Rede Globo reformulou seus telejornais locais, passando a ter duplas de âncoras. Com isso, o telejornal além de ganhar novo cenário, vinheta e grafismos, passou a ser ancorado por Renata Capucci e Márcio Gomes. Em 2000, adotou um novo formato que explora os debates entre a população e as autoridades, passando a ajudar a resolver os problemas do Rio de Janeiro com campanhas e discussões, cobrando soluções para melhorar o cotidiano da população. No mesmo ano Ana Paula Araújo assume o RJTV 1ª Edição sucedendo Renata Capucci.[carece de fontes?]
Em 2003, a série "Rio Engarrafado" ganhou a premiação da Confederação Nacional do Trânsito. No mesmo ano, a série "Os Olhos da Ponte", que mostrava a rotina da Ponte Rio-Niterói, conquistou, para o telejornal, o troféu da Associação Brasileira de Concessionárias e Rodovias. Também em 2003, ganhou o prêmio "Qualidade Brasil" de melhor telejornal regional e o de melhor apresentador, entregue ao jornalista Márcio Gomes. No mesmo ano, ganhou o prêmio "Austregésilo de Athayde", de melhor telejornal local da região metropolitana do Rio de Janeiro.[carece de fontes?]
Em 2006, Renata Capucci volta ao telejornal, sucedendo Ana Paula Araújo. Em 2009, Ana Paula Araújo reassume o telejornal e Márcio Gomes é remanejado para o RJTV 2ª Edição. Em 2011, o RJTV tem um novo cenário (um glass studio), e no final do mesmo ano ganha nova vinheta e grafismos.[carece de fontes?]
No início de 2013, o RJTV completa 30 anos no ar, e em outubro do mesmo ano, Ana Paula Araújo se despede do RJTV 1ª Edição para assumir o Bom Dia Brasil, sendo substituída por Mariana Gross. Em 2 de dezembro do mesmo ano, o telejornal passou a ser exibido em Alta Definição (HDTV). Em 22 de janeiro de 2018, o RJTV 1ª Edição passa a se chamar RJ1, com novos grafismos, é a terceira filial da  Rede Globo a reformular o telejornal, acompanhando a TV Globo São Paulo e a TV Globo Minas.[carece de fontes?] Em 12 de dezembro de 2019, Anne Lottermann assumiu o comando da previsão do tempo do Jornal Nacional como substituta de Maju Coutinho e deixou o RJTV, sendo substituída por Priscila Chagas.
Em 14 de outubro de 2019, o RJ1 passou a ser transmitido pela TV Globo (parabólica analógica) para o Brasil inteiro, substituindo as séries da Disney Channel na faixa do Praça TV 1ª Edição até 2024, ano em que esse sinal foi desligado.

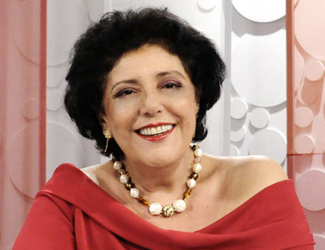
Leda Nagle apresentou o telejornal, no período de 1983 a 1988

## Telejornais do interior do Rio de Janeiro
A TV Rio Sul produz e exibe as versões locais do RJ1 e RJ2 para a região Sul Fluminense, exceto Areal, que recebe o sinal da InterTV Serra+Mar desde 1997. Já a Rede InterTV é responsável pela produção e exibição das versões locais do RJ1 e RJ2 para as regiões dos Lagos (InterTV Alto Litoral), Serrana e (InterTV Serra+Mar) e Norte Fluminense (InterTV Planície), atendendo suas respectivas comunidades com notícias regionais.